# Sejm piotrkowski 1562/1563
Sejm egzekucyjny, sejm piotrkowski 1562/1563 roku – rozpoczął realizację programu ruchu egzekucyjnego, zaczynając od egzekucji dóbr. Sejm egzekucyjny zapoczątkował przyłączenie się króla Polski Zygmunta Augusta do ruchu egzekucyjnego.

## Przyczyny
Zygmunt August realizował politykę bałtycką podczas swej nieobecności w Koronie, co powodowało niezadowolenie szlachty. Po pierwsze oczekiwano na realizację programu egzekucji, zapowiedzianego na sejmie w 1559 r., po drugie nieobecność monarchy powodowała zahamowanie prac wymiaru sprawiedliwości, gdyż nie funkcjonowała najwyższa instancja sądowa. W 1561 r. Zygmunt August zwołał do Łomży zjazd senatorski, na którym uzyskał poparcie dla swojej polityki bałtyckiej i zgodę na zwołanie sejmu tylko w celu przyjęcia Inflant pod zwierzchnictwo polskie. Sejm ten miał się odbyć bez udziału króla, jak to bywało niekiedy za panowania jego ojca. Szlachta małopolska, zebrana na sejmiku w Korczynie, zaprotestowała przeciwko tej decyzji i postanowiła nie wysyłać posłów na sejm, wysłała natomiast poselstwo do samego Zygmunta Augusta. Król odpowiedział delegacji cierpko, ale w ciągu lata zmienił stanowisko wobec ruchu egzekucyjnego. Postanowił zwołać sejm i wydał uniwersał, nakazujący przedstawić na nim wszystkie przywileje będące w posiadaniu szlachty i miast. 
Zygmunt August zdecydował się stanąć na czele ruchu egzekucyjnego i realizować jego postulaty, a symbolem tego była zmiana stroju monarchy i jego dworu – przybranie szat o szarej „ziemiańskiej” barwie. Zmiana stroju była zewnętrznym znakiem podjęcia przez króla jednej z najważniejszych decyzji. Do tej pory, podobnie jak ojciec, opierał swoją władzę na wielkich rodach, wśród których byli ludzie zawdzięczający mu pozycje społeczną. Teraz postanowił szukać sojusznika w dynamicznie rozwijającym się ruchu egzekucyjnym. Wśród szlachty wytworzyła się grupa przywódców, którzy byli zdolni do współpracy z monarchą i mieli dosyć sprecyzowany program polityczny. Niewątpliwym przywódcą posłów szlacheckich był Mikołaj Sienicki, który marszałkował przynajmniej ośmiu sejmom. Podkreślić należy, że był on arianinem, a około 30% posłów to wyznawcy religii reformowanej, co stanowi niewątpliwie większy procent niż odsetek ewangelistów wśród całej szlachty.
Program ruchu egzekucyjnego nie zawierał wielu nowych elementów w porównaniu z postulatami zgłaszanymi jeszcze w czasach panowania Zygmunta I, ale wobec postawy króla i braku przywództwa szlachta mogła tylko artykułować swoje pragnienia na sejmach i sejmikach, lecz bez większych rezultatów. Do tej pory za rządów Zygmunta Augusta szlachta tylko raz zgodziła się na uchwalenie podatków – w 1552 r. a potem regularnie odmawiała ich płacenia, żądając realizacji swoich postulatów. W latach 1562–1569 król ściśle współpracował ze stronnictwem egzekucyjnym, wprowadzając w życie wiele jego propozycji.

## Realizacja programu ruchu egzekucyjnego
Sejm 1562/1563 rozpoczął realizację programu ruchu egzekucyjnego, zaczynając od egzekucji dóbr. Wobec zdecydowanej postawy króla i izby poselskiej opozycja senatorska nie mogła występować otwarcie przeciwko rewizji nadań królewskich, ale starała się piętrzyć różnorodne trudności formalne. Realizacja planu egzekucji dóbr groziła niektórym rodzinom utratą zajmowanej pozycji, naruszania świętości przywilejów królewskich i zasady umowy pomiędzy wierzycielem a dłużnikiem. Przeciwko egzekucji dóbr występowali przedstawiciele Gdańska oraz senatorowie pruscy, którzy podkreślali odrębność prawną swojej prowincji i twierdzili, że zamiary ruchu egzekucyjnego przekreślają warunki poddania się tej prowincji królom polskim. Ponadto przeciwnikami rewizji dóbr byli posiadacze nadań królewskich na kresach południowo-wschodnich, argumentując, że otrzymali od króla pustki, które skolonizowali i uczynili dochodowymi, ale niektórzy z nich zatrzymywali najbardziej lukratywne nadania.

## Uchwała o egzekucji i lustracji dóbr królewskich
Sejm w końcu uchwalił egzekucję dóbr, która przewidywała powrót do domen nielegalnie nadanych włości, postanowił też dokonać lustracji wszystkich dóbr koronnych oraz doprowadził do tego, że król przeznaczył jedną czwartą należnych dochodów na utrzymanie stałego wojska. Na sejmie tym nie doszło jednak do rewizji przywilejów i nadań królewskich, ponieważ na wiadomość o upadku Połocka uchwalono podatki i zakończono obrady.

## Porządkowanie domeny królewskiej
Dopiero na następnym sejmie warszawskim 1563/1564 doszło do rewizji nań królewskich i rozpoczął się proces porządkowania domeny królewskiej, który trwał do połowy XVII w. Polski historyk i profesor Instytutu Historii PAN Andrzej Wyczański podkreśla dużą fachowość i pracowitość komisji wysłanych do lustracji królewszczyzn – w latach sześćdziesiątych XVI w. objechały one około 200 miast i 2000 wsi, spisując inwentarze i oceniając potencjalne dochody.

## Reforma podatków 1563
W wielkiej dyskusji dotyczącej sposobu finansowania państwa nowożytnego zwyciężyło stanowisko szlachty, która jego podstawą uczyniła dochody z domeny. Nie stanowiło to wyjątku w Europie, finanse państwa były podobnie zorganizowane w Danii, a później w Szwecji (w drugiej połowie XVII w.) czy w Prusach. Niestety, dochody te były zbyt małe i podczas wojny musiały być uzupełniane podatkami. W 1563 r. przeprowadzono także ich reformę –poborcy zbierali oświadczenia o wielkości majątków i na tej podstawie obliczano podatki w stosunku do liczby łanów; chłopi mieli płacić tylko 50% stawki, a pozostałą część odbierali z należnej Kościołowi dziesięciny.